# یانوش کایدی
یانوش کایدی (مجاری: János Kajdi; ۳۰ دسامبر ۱۹۳۹ – ۱۰ آوریل ۱۹۹۲) بوکسور اهل مجارستان بود.